# 塔拉芒格阿拉姆
塔拉芒格阿拉姆（Tharamangalam），是印度泰米尔纳德邦塞勒姆縣的一个城镇。总人口22092（2001年）。

## 人口
该地2001年总人口22092人，其中男性11552人，女性10540人；0—6岁人口2590人，其中男1437人，女1153人；识字率59.16%，其中男性为66.45%，女性为51.17%。